# Jupiter Magnetospheric Orbiter
Jupiter Magnetospheric Orbiter je zrušená kosmická sonda navržená japonskou kosmickou agenturou JAXA. Měla provádět podrobný výzkum magnetosféry Jupiteru jako předvoj pro budoucí astrofyzikální výzkum.

## Historie projektu
Mise byla nejdříve navržena jako příspěvek k později zrušeném mezinárodnímu projektu Europa Jupiter System Mission. Následně se uvažovalo o startu pohromadě s další misí JAXA Jupiter and Trojan Asteroid Explorer.
Diskuse o spolupráci mezi Evropskou kosmickou agenturou ESA a japonskou JAXA začala v roce 2006. V roce 2007 bylo navrženo, že by japonská mise letěla společně s evropskou sondou Jupiter Ganymede Orbiter, přílet k Jupiteru byl plánován na rok 2026. Nicméně mezinárodní spolupráce byla rozpuštěna, americká NASA připravuje sama misi Europa Multiple-Flyby Mission, ESA připravuje misi JUICE s plánovaným rokem startu 2022 a ruská agentura Roskosmos plánuje misi Laplace-P. 
Hlavním cílem mise měl být průzkum magnetosféry Jupiteru jako příprava na podrobnější astrofyzikální výzkum jinými sondami. Užitečné zařízení mise bylo omezeno hmotností 10 kilogramů, což odpovídá dvěma až třem vědeckým přístrojům. Aby bylo možné pozorování uskutečnit, sonda měla mít na palubě rentgenový spektroskop schopný měřit na různých vlnových délkách. 
V roce 2013 uvedli japonští vědci, že je pro ně velmi obtížné vypustit misi k některé z vnějších planet samo o sobě a ještě těžší je pro ně splnit časová omezení nutná ke spolupráci s ESA na misi JUICE. Japonské týmy by měly mít přímou spolupráci s evropskými kolegy na tomto atraktivním projektu. Výsledkem byl výběr ze čtyř japonských přístrojů pro další rozvoj a uplatnění na misi JUICE. 